# 羅德里格斯兄弟賽道
羅德里格斯兄弟賽道（西班牙語：Autódromo Hermanos Rodríguez）是一條位於墨西哥墨西哥城，長4.484（2.786英里）的賽道。以知名賽車手里卡多與佩德羅·羅德里格斯兩兄弟的名字命名。這條賽道在開放不久後，因里卡多·羅德里格斯在參加F1錦標賽的1962年墨西哥大獎賽中逝世而得名。里卡多的哥哥佩德羅同樣也在幾年後於賽車事故中往生。
這條賽道位於墨西哥城南方的馬格達萊納·米蘇卡體育城的公共公園內。賽道由該市政府擁有，但是特許授權給CIE集團旗下的OCESA子公司經營。CIE也在這舉辦NASCAR和Desafío Corona賽事，並且出租給賽事主辦單位、汽車俱樂部和業餘車手使用。
現時為一級方程式世界錦標賽舉辦比賽的賽道之一。

## 賽道佈局變化

1963年–1970年賽道佈局
1986年–1992年賽道佈局
自2015年起的賽道佈局

## 外部連結
- 官方网站
- Autódromo Hermanos Rodríguez Page （页面存档备份，存于） on the NASCAR website
- Autódromo Hermanos Rodríguez Page （页面存档备份，存于） at GrandPrix.com (focusing on Formula One history)
- Autódromo Hermanos Rodríguez on Google Maps (Current Formula 1 Tracks)[永久]
- Trackpedia's guide to driving and facts about Autódromo Hermanos Rodríguez （页面存档备份，存于）
- A1GP info of Autódromo Hermanos Rodríguez （页面存档备份，存于）